# Kirchenburg Emmingen
Die Kirchenburg Emmingen, auch Emmingen ab Egg genannt, ist die Ruine einer Spornburg auf einem Bergsporn bei dem Ort Liptingen, dem heutigen Emmingen-Liptingen im Landkreis Tuttlingen in Baden-Württemberg.
Von der ehemaligen Burganlage der Kirchenburg ist noch die Kirche erhalten.